# Bury, Cambridgeshire
Bury eller Bury-on-Fen är en by och en civil parish i Huntingdonshire i Storbritannien. Den ligger i distriktet Huntingdonshire i grevskapet Cambridgeshire i riksdelen England, i den sydöstra delen av landet, 100 km norr om huvudstaden London.
Enligt dokument från 1813 var byns bandylag, Bury Fen Bandy Club, obesegrat i hundra år. En medlem av klubben, Charles Goodman Tebbutt, skrev ned de första fastslagna bandyreglerna 1882.
Kustklimat råder i trakten. Årsmedeltemperaturen i trakten är 9 °C. Den varmaste månaden är juli, då medeltemperaturen är 18 °C, och den kallaste är december, med 0 °C.